# I. e. 188
Évszázadok: i. e. 3. század – i. e. 2. század – i. e. 1. század
Évtizedek: i. e. 230-as évek – i. e. 220-as évek – i. e. 210-es évek – i. e. 200-as évek – i. e. 190-es évek – i. e. 180-as évek – i. e. 170-es évek – i. e. 160-as évek – i. e. 150-es évek – i. e. 140-es évek – i. e. 130-as évek
Évek: i. e. 193 – i. e. 192 – i. e. 191 – i. e. 190 –  i. e. 189 – i. e. 188 – i. e. 187 – i. e. 186 – i. e. 185 – i. e. 184 – i. e. 183

## Események

### Róma
- Marcus Valerius Messallát és Caius Livius Salinatort választják consulnak.
- Megkötik az apameiai békét III. Antiokhosszal, véget vetve a római-szeleukida háborúnak. Antiokhosz elveszti valamennyi birtokát a Taurusz-hegységtől nyugatra; ezeket - mivel Róma nem akar közvetlenül hódítani a régióban, csak egy erős ütközőállamot a Szeleukidákkal - főleg Pergamon, kisebb részben Rodosz kapja. Ezenfelül Antiokhosznak 15 ezer talentumot kell fizetnie, át kell adnia elefántjait és flottáját, valamint a nála menedéket kereső Hannibalt.

### Hellenisztikus birodalmak
- Philopoimén, az Akháj Szövetség vezetője hadseregével és spártai száműzöttekkel benyomul Lakóniába. Lerombolja Spárta falait, amelyet még Nabisz türannosz emeltetett. Visszaadatja a száműzötteknek spártai polgárjogukat és a spártai törvények helyébe az akháj törvényeket állítja. Spárta önállósága végleg elvész, az Akháj Szövetség lesz a Peloponnészoszi-félsziget vitathatatlan ura.
- Hannibál Antiokhosz udvarából előbb Krétára, majd I. Prusziasz bithüniai királyhoz menekül, aki háborúban áll Pergamonnal.
- Az Antiokhosz ellen korábban fellázadó örmény szatrapák Artaxiasz és Zariadrész római segítséggel megalapítják Nagy-Örményország és Kis-Örményország királyságait.

### Kína
- A 22 éves császár, Han Huj-ti, betegségébe belehal. Utóda a gyerekkorú Han Csien-sao, de a tényleges hatalom - ahogyan korábban is - Lü császárné kezében van.

## Születések
- Han Csing-ti kínai császár

## Halálozások
- Han Huj-ti, kínai császár